# Macchie (Castiglione del Lago)
Macchie è una frazione del comune di Castiglione del Lago (PG), posta a sud-est del capoluogo, lungo la strada che conduce a Panicale.
Secondo i dati del censimento Istat del 2001, il paese è abitato da 763 abitanti (1.056 secondo il sito del Comune).
Altre località del territorio sono Contea, Fattoria, Via Screzia, Poggio Totone, Fonte, Campi Scunnici, Torami, Fornaci, Rione Basso, Pineta (265 m, 76 abitanti) e Podicerri.

## Storia

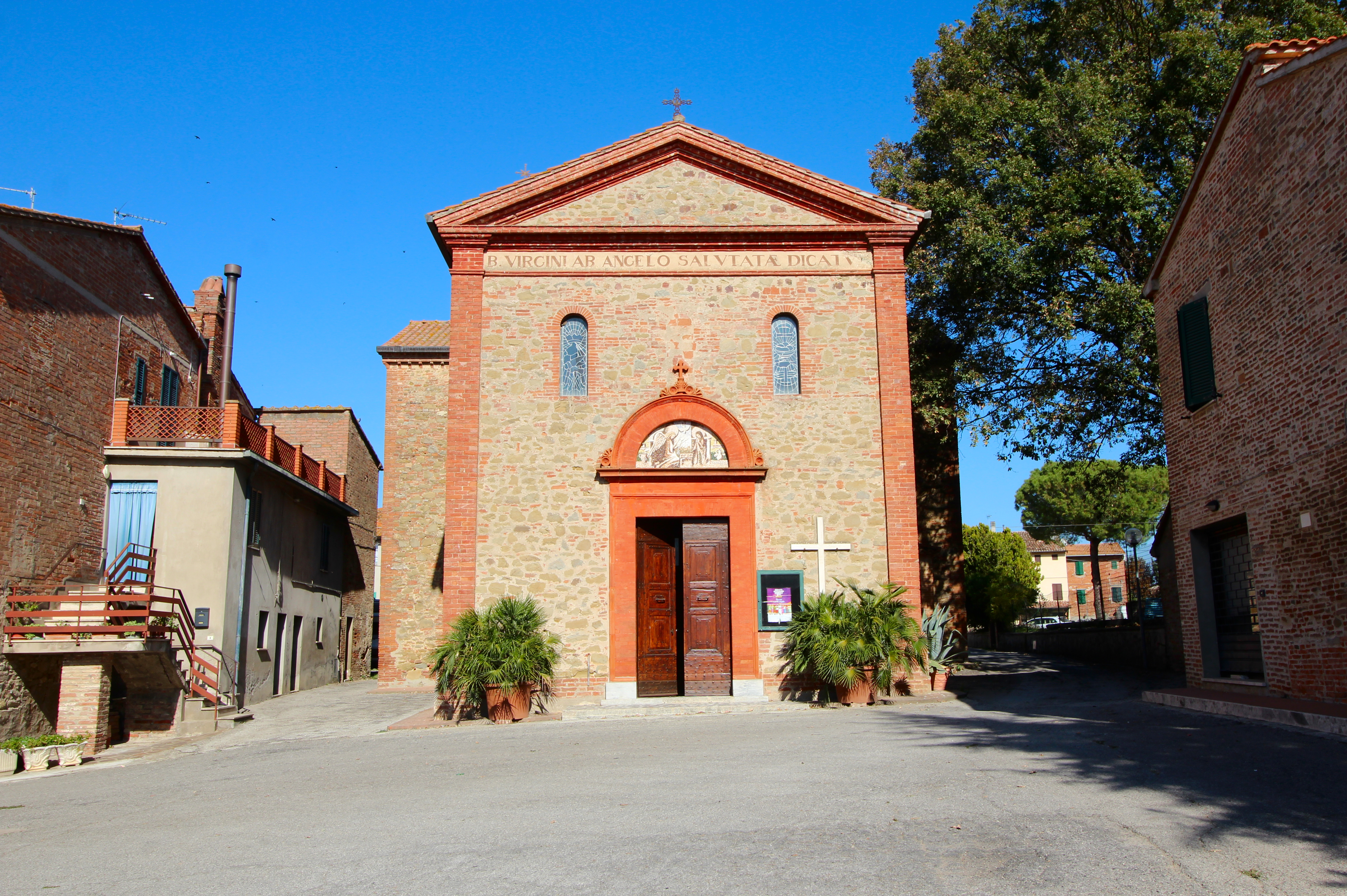
La chiesa della Santissima Annunziata

È sicuramente il centro di fondazione più recente del territorio comunale, vista la mancanza di vestigia archeologiche che invece caratterizzano le frazioni vicine.
La presenza di fitti boschi e boscaglie (da cui il toponimo) ne ha probabilmente ritardato lo sviluppo di insediamenti.
Solo nel 1806 venne istituita la parrocchia, la cui chiesa fu costruita intorno al XVI secolo.

## Economia e manifestazioni
Un primo sviluppo industriale del comune di Castiglione si ebbe in questi luoghi, con la costruzione di una fornace per laterizi e di una fabbrica di fiscoli (filtri utilizzati nella spremitura delle olive). Attualmente, si sviluppa commercialmente soprattutto lungo la strada verso la località di Pineta.
Verso la metà di luglio, vi si svolge la Sagra degli Antichi Sapori, denominata anche "Festa della Battitura" in onore della forte vocazione agraria del territorio.